# Foedus Cassianum
Foedus Cassianum – przymierze zawarte około 493 r. p.n.e. między Rzymem a federacją latyńską celem podbicia głównych ośrodków italskich plemion Ekwów i Wolsków. Sojusz ten doprowadził do ostatecznego wyparcia najeżdżających Rzym na początku IV wieku p.n.e. Galów, a także pokonania i likwidacji na dłuższy czas zagrożenia ze strony Etrusków. Porozumienie rozpadło się w 338 r. p.n.e. wskutek powstania chcących odzyskać niezależność miast latyńskich, które zakończyło się ich klęską. Po likwidacji foedus Cassianum część z nich wcielono bezpośrednio do Rzymu, reszta zaś uzyskała specjalne prawa, tzw. ius Latinum, i została zmuszona do zawarcia sojuszu ze zwycięzcami.